# Bahnhof Jingū-mae
Der Bahnhof Jingū-mae (jap. 神宮前駅, Jingū-mae-eki) ist ein Bahnhof auf der japanischen Insel Honshū. Er wird von der Bahngesellschaft Meitetsu (Nagoya Tetsudō) betrieben und befindet sich in der Präfektur Aichi auf dem Gebiet der Stadt Nagoya. Der Bahnhof befindet sich neben dem Atsuta-jingū, einem bedeutenden Shintō-Schrein.

## Verbindungen
Jingū-mae ist ein Trennungsbahnhof an der Meitetsu Nagoya-Hauptlinie, die Meitetsu Gifu mit Meitetsu Nagoya und Toyohashi verbindet. Von dieser zweigt die Meitetsu Tokoname-Linie ab, die entlang der Westküste der Chita-Halbinsel nach Tokoname und weiter zum Flughafen Chūbu verläuft. Beide Strecken werden von der Bahngesellschaft Meitetsu betrieben.
Das Angebot auf der Meitetsu Nagoya-Hauptlinie ist vor allem auf dem zentralen Abschnitt zwischen der Verzweigung Biwajima und Jingū-mae, der mehrere Linien bündelt, sehr dicht. Hier gibt es je Richtung bis zu 26 Zugverbindungen stündlich. Von besonderer Bedeutung sind die µSky-Schnellzüge, die alle 30 Minuten von Nagoya zum Flughafen Chūbu verkehren. Daneben gibt es eine Vielzahl durchgehender Eilzüge der Zuggattungen Express, Semi Express und Limited Express in Richtung Gifu, Ichinomiya, Kakamigahara, Inuyama, Kōwa, Nishio, Saya, Toyoake und Toyohashi sowie zum Flughafen. Lokalzüge mit Halt in Jingū-mae verkehren auf den Verbindungen Shin-Unuma–Higashi-Okazaki, Iwakura–Higashi-Okazaki und Kanayama–Chita Handa.
Jingū-mae ist auch eine bedeutende Drehscheibe des lokalen und regionalen Busverkehrs. Auf dem westlichen Bahnhofsvorplatz befindet sich ein Busterminal, der von zehn Linien des Verkehrsamts der Stadt Nagoya bedient wird. Eine weitere Bushaltestelle befindet sich rund 200 Meter vom  östlichen Empfangsgebäude entfernt, wo zwei weitere Buslinien verkehren.

## Anlage
Der Bahnhof steht an der Grenze zwischen den Stadtteilen Jingū im Westen und Sanbonmatsuchō im Osten, die beide zum Bezirk Atsuta-ku gehören. Sein Name Jingū-mae bedeutet übersetzt „vor dem Tempel“ und bezieht sich auf den Atsuta-jingū, einen bedeutenden Shintō-Schrein inmitten eines weitläufigen Parks in unmittelbarer Nachbarschaft. Die Anlage ist annähernd von Norden nach Süden ausgerichtet und umfasst sechs Gleise. Dabei gehören die beiden westlichsten Gleise zur Tōkaidō-Hauptlinie von JR Central, wobei deren Züge mangels eigener Bahnsteige hier nicht halten. Die vier übrigen Streckengleise gehören zur Meitetsu und liegen an zwei überdachten Mittelbahnsteigen.
Das Empfangsgebäude besitzt die Form eines Reiterbahnhofs, das sich einerseits über das nördliche Ende der Bahnsteige spannt und andererseits mit dem angrenzenden Gebäude an der Ostseite verbunden ist. Dieses beherbergt unter anderem das zweigeschossige Einkaufszentrum μPLAT, das wie die Bahngesellschaft zur Meitetsu Group gehört. Vom Reiterbahnhof führt eine gedeckte Fußgängerbrücke über die JR-Central-Gleise hinweg zum westlichen Bahnhofsvorplatz, dem wichtigsten Zugang zur Tempelanlage.
Im Fiskaljahr 2019 nutzten durchschnittlich 16.685 Fahrgäste täglich den Bahnhof.

## Gleise

Gleisplan

| 1/2 | ▉ Nagoya-Hauptlinie | Meitetsu Nagoya • Meitetsu Gifu / Tsushima / Inuyama |
| 3   | ▉ Nagoya-Hauptlinie | Ōtagawa • Flughafen Chūbu / Kōwa / Utsumi            |
| 4   | ▉ Nagoya-Hauptlinie | Chiryū • Higashi-Okazaki • Toyohashi                 |

## Bilder

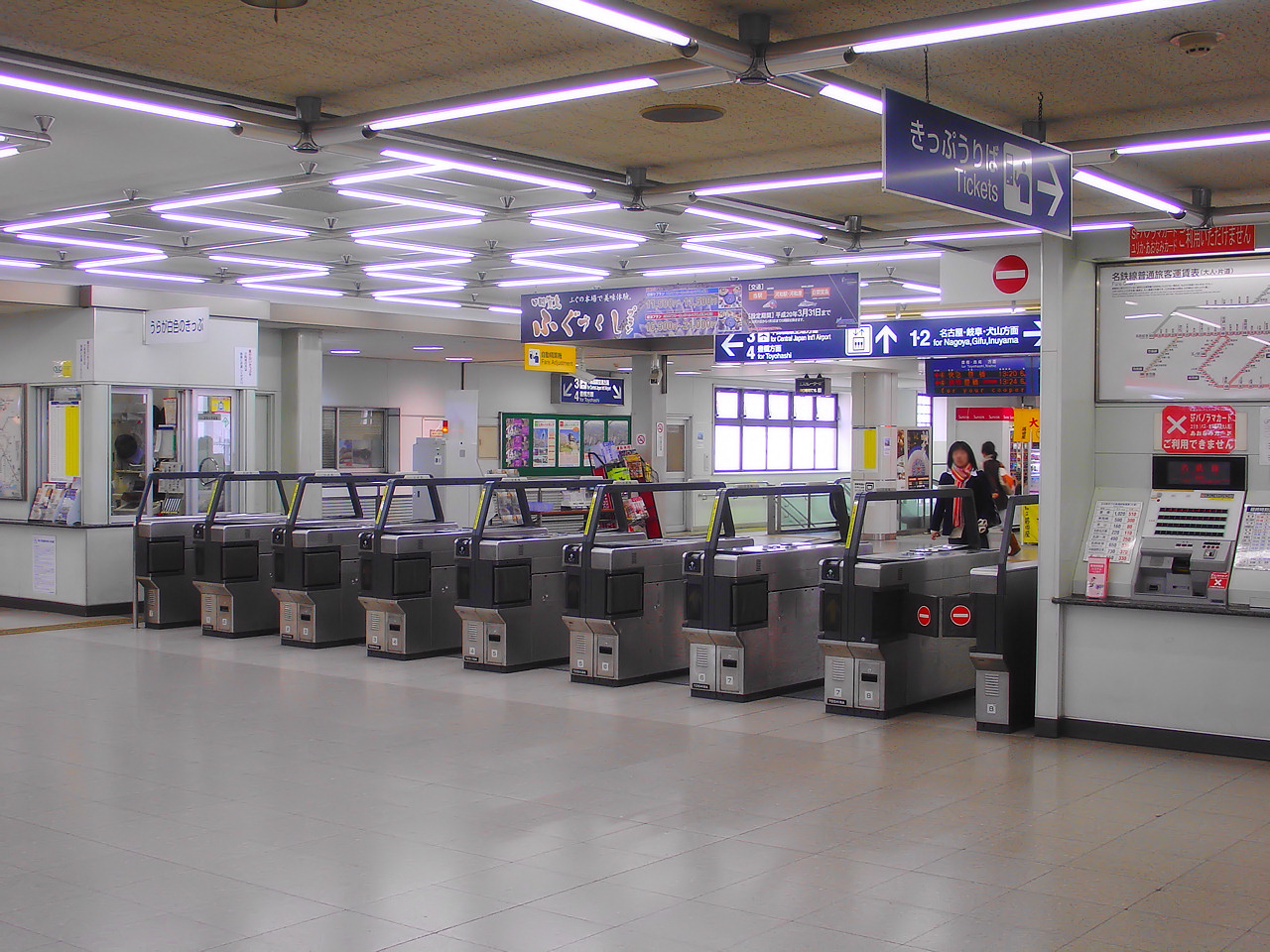
Bahnsteigsperren
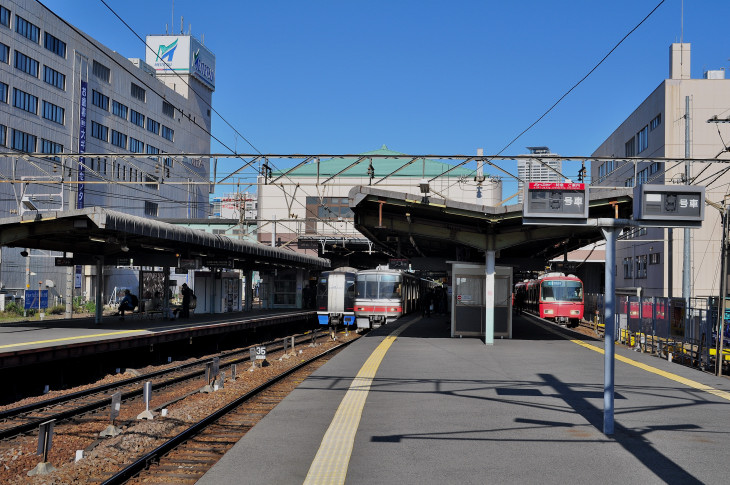
Ansicht der Bahnsteige
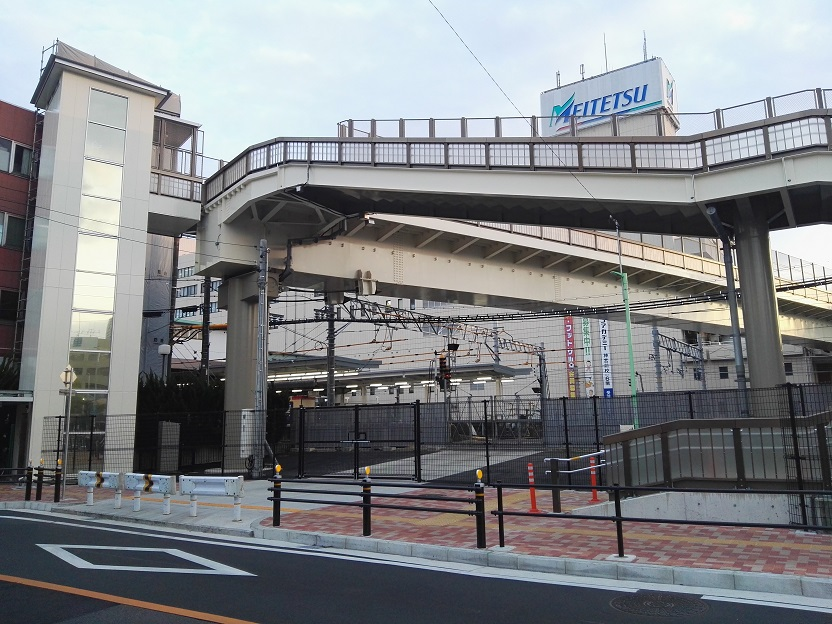
Fußgängerüberführung
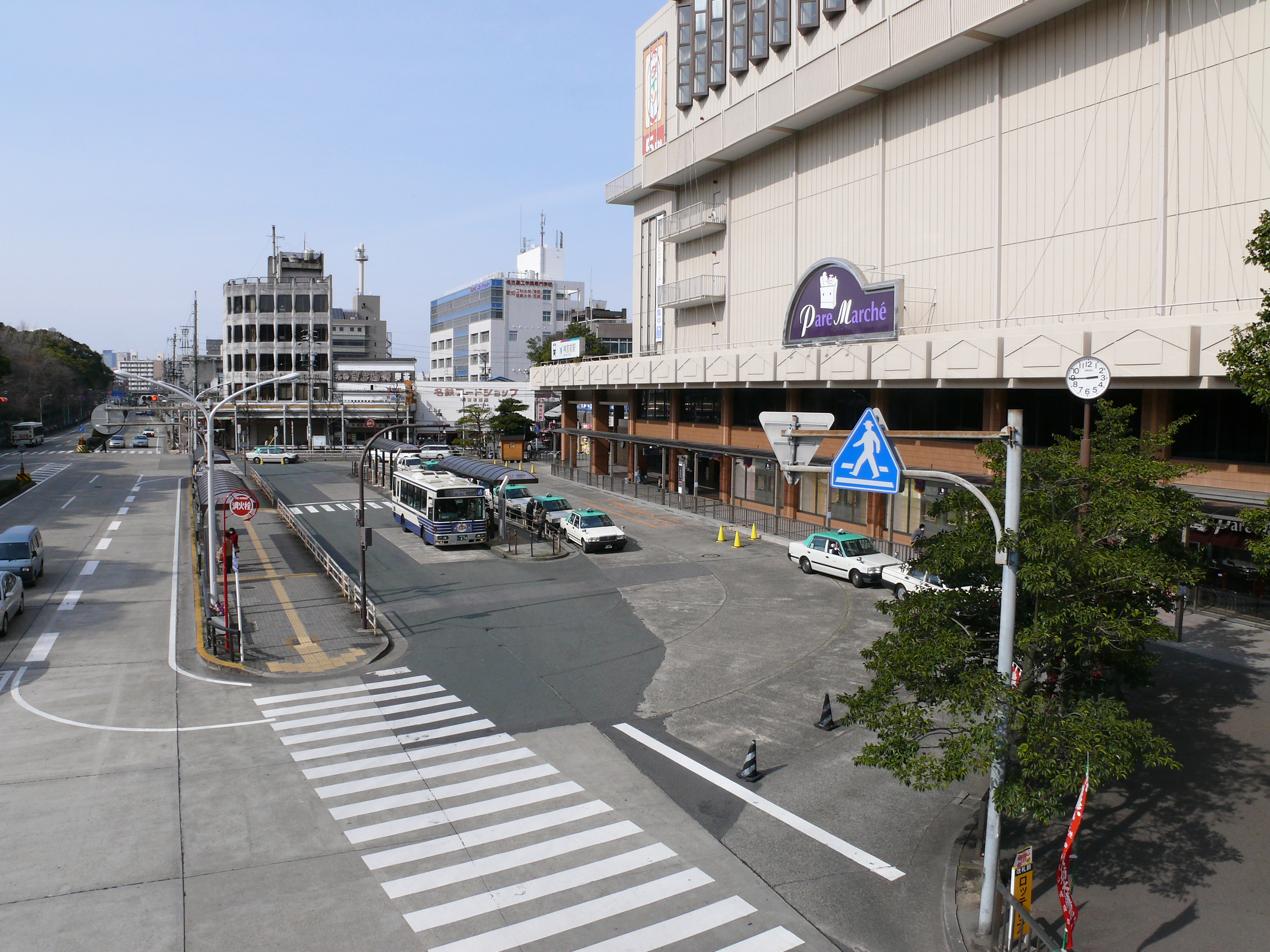
Busterminal an der Westseite
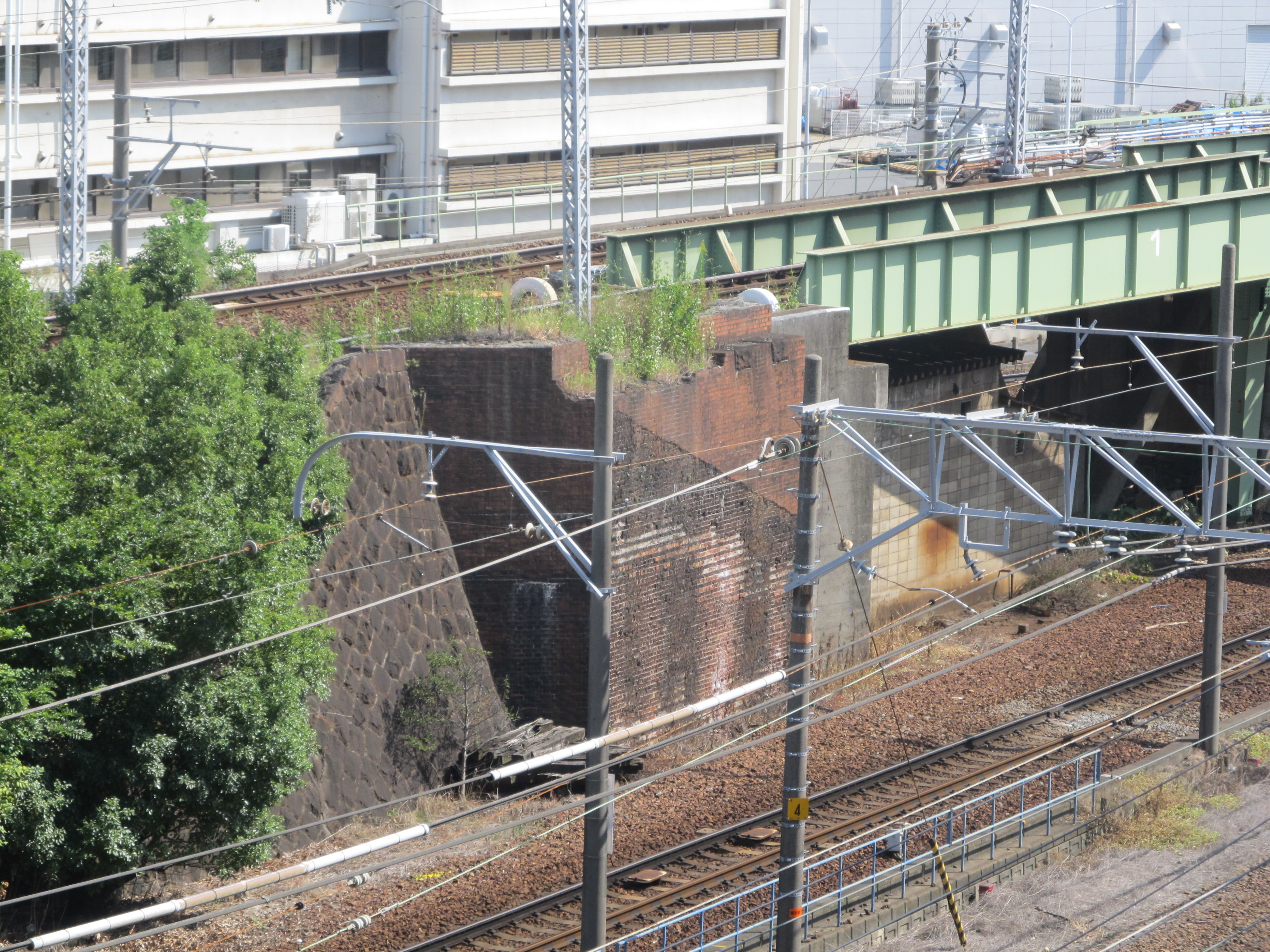
Überreste der alten Brücke der Tokoname-Linie

## Linien
| Verlauf der Meitetsu Nagoya-Hauptlinie |
| --- |
| Toyohashi • Ina • Odabuchi • Kō • Goyu • Meiden Akasaka • Meiden Nagasawa • Motojuku • Meiden Yamanaka • Fujikawa • Miai • Otogawa • Higashi-Okazaki • Okazakikōen-mae • Yahagibashi • Utō • Shin-Anjō • Ushida • Chiryū • Hitotsugi • Fujimatsu • Toyoake • Zengo • Chūkyō-keibajō-mae • Arimatsu • Sakyōyama • Narumi • Moto Hoshizaki • Moto Kasadera • Sakura • Yobitsugi • Horita • Jingū-mae • Kanayama • Sannō • Meitetsu Nagoya • Sakō • Higashi-Biwajima • Nishi-Biwajima • Futatsu-iri • Shinkawa-bashi • Sukaguchi • Marunouchi • Shin-Kiyosu • Ōsato • Okuda • • Kōnomiya • Shima-ujinaga • Myōkōji • Meitetsu Ichinomiya • Imaise • Iwato • Shin-Kisogawa • Kuroda • Kisogawa-zutsumi • Kasamatsu • Ginan • Chajo • Kanō • Meitetsu Gifu |

| Verlauf der Meitetsu Tokoname-Linie / Meitetsu-Flughafenlinie |
| --- |
| Jingū-mae • Toyodahommachi • Dōtoku • Ōe • Daidōchō • Shibata • Nawa • Shūrakuen • Shin-Nittetsu-mae • Ōtagawa • Owari-Yokosuka • Teramoto • Asakura • Komi • Nagaura • Hinaga • Shin-Maiko • Ōnomachi • Nishinokuchi • Kabaike • Enokido • Taya • Tokoname • Rinkū Tokoname • Chūbu-kokusai-kūkō |

## Geschichte

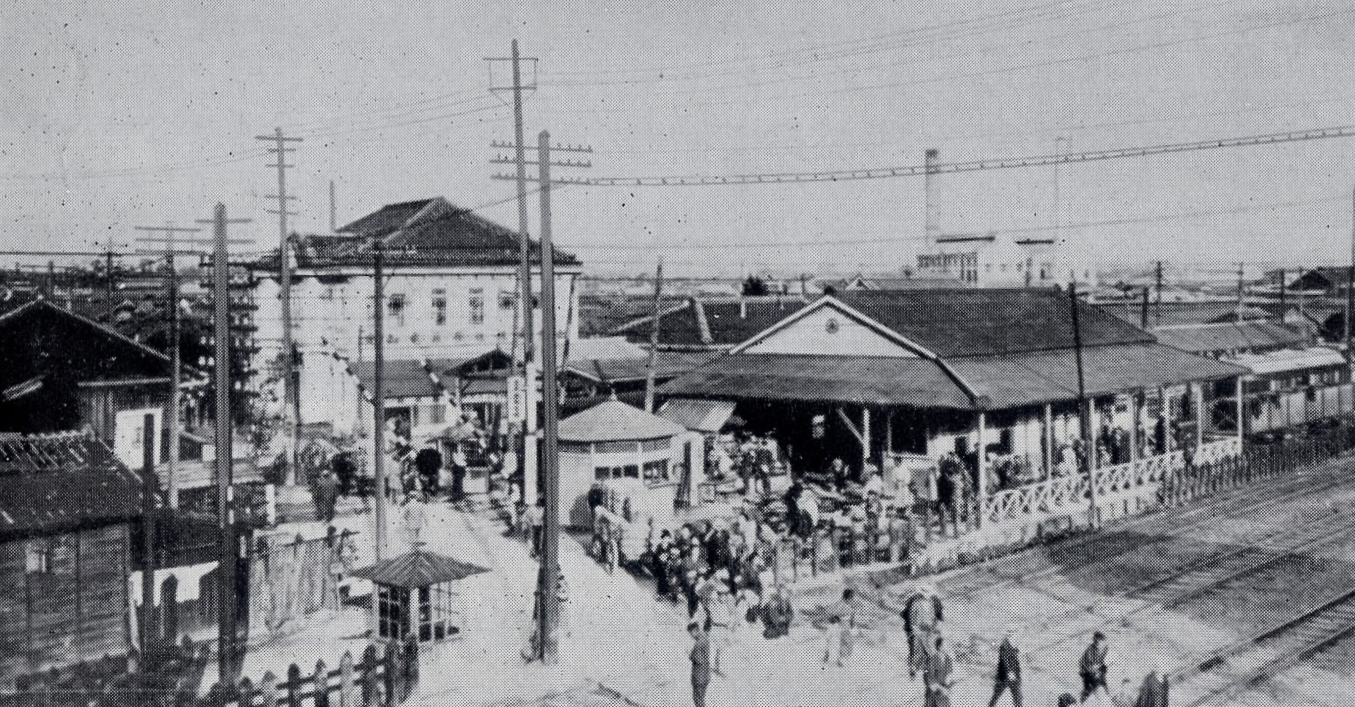
Bahnhof Jingū-mae (ca. 1920)

Die Bahngesellschaft Aichi Denki Tetsudō (Aiden) ergänzte am 31. August 1913 die seit einem Jahr bestehende Tokoname-Linie um den Abschnitt zwischen Denma-chō und Jingū-mae, womit die nach Tokoname führende Strecke nun vollständig in Betrieb war. Vor dem Bahnhof führte ein eingleisiger Viadukt von der West- zur Ostseite der Tōkaidō-Hauptlinie; dort entstand auch die Aiden-Betriebszentrale. Vor und nach der Brücke gab es enge Kurven (100 m Radius) und eine Steigung von bis zu 27,8 ‰, so dass eine Geschwindigkeitsbegrenzung von 20 km/h galt. Die Gründe für die Mühe, die Hauptlinie zu überqueren waren die Rücksichtnahme auf den Güterverkehr, die Vorwegnahme der Verlängerung der Aiden-Strecke in Richtung Innenstadt sowie der Bau der Arimatsu-Linie (spätere Meitetsu Nagoya-Hauptlinie). Jedenfalls waren die Baukosten für die Brücke und die Kanalquerung enorm, und Aiden geriet in finanzielle Schwierigkeiten. Das Unternehmen beeilte sich deshalb, die Arimatsu-Linie zu bauen, um die Rentabilität zu verbessern. So ging der Abschnitt von Jingū-mae nach Moto Kasadera am 7. März 1917 in Betrieb, am 8. Mai desselben Jahres reichte die Strecke bis Arimatsu.
Das Umsteigen auf die städtische Straßenbahn war umständlich, weil dafür die Mita-Brücke über den Kanal und der Bahnübergang der Tōkaidō-Hauptlinie passiert werden mussten. Die Aiden errichtete daher einen zusätzlichen Kopfbahnhof an der Westseite, der am 1. Mai 1934 eröffnet wurde. 1935 fusionierten die Aiden und die Meigi Tetsudō zur Meitetsu. Mit der Zeit stieß der eingleisige Viadukt an seine Kapazitätsgrenze. Vor allem der Güterverkehr war auf ihn angewiesen, da damals nur auf der Ostseite Rangiermöglichkeiten bestanden. Aus diesem Grund baute die Meitetsu die Strecke von Denma-chō bis zum westlichen Kopfbahnhof zweigleisig aus. Dadurch konnte die Nutzung des Viadukts auf Güterzüge und direkte Verbindungen zur Meitetsu Chikkō-Linie beschränkt werden. 1944 kam eine Gleisverbindung von der Westseite zur Tōkaidō-Hauptlinie hinzu. Am 1. September 1944 ging die Meitetsu-Stammstrecke von Jingū-mae nach Shin-Nagoya (heute Meitetsu Nagoya) in Betrieb, welche die bisher getrennten Streckennetze der Vorgängergesellschaften miteinander verknüpfte; dadurch wurde der einstige Kopfbahnhof an der Ostseite zu einem Durchgangsbahnhof. Ein amerikanischer Luftangriff richtete am 17. Mai 1945 erhebliche Schäden an, bis 1946 konnte der Bahnhof vollständig instand gesetzt werden.

Gleispläne des Bahnhofs Jingū-mae
1913
1930
1942
1955
1965
1990

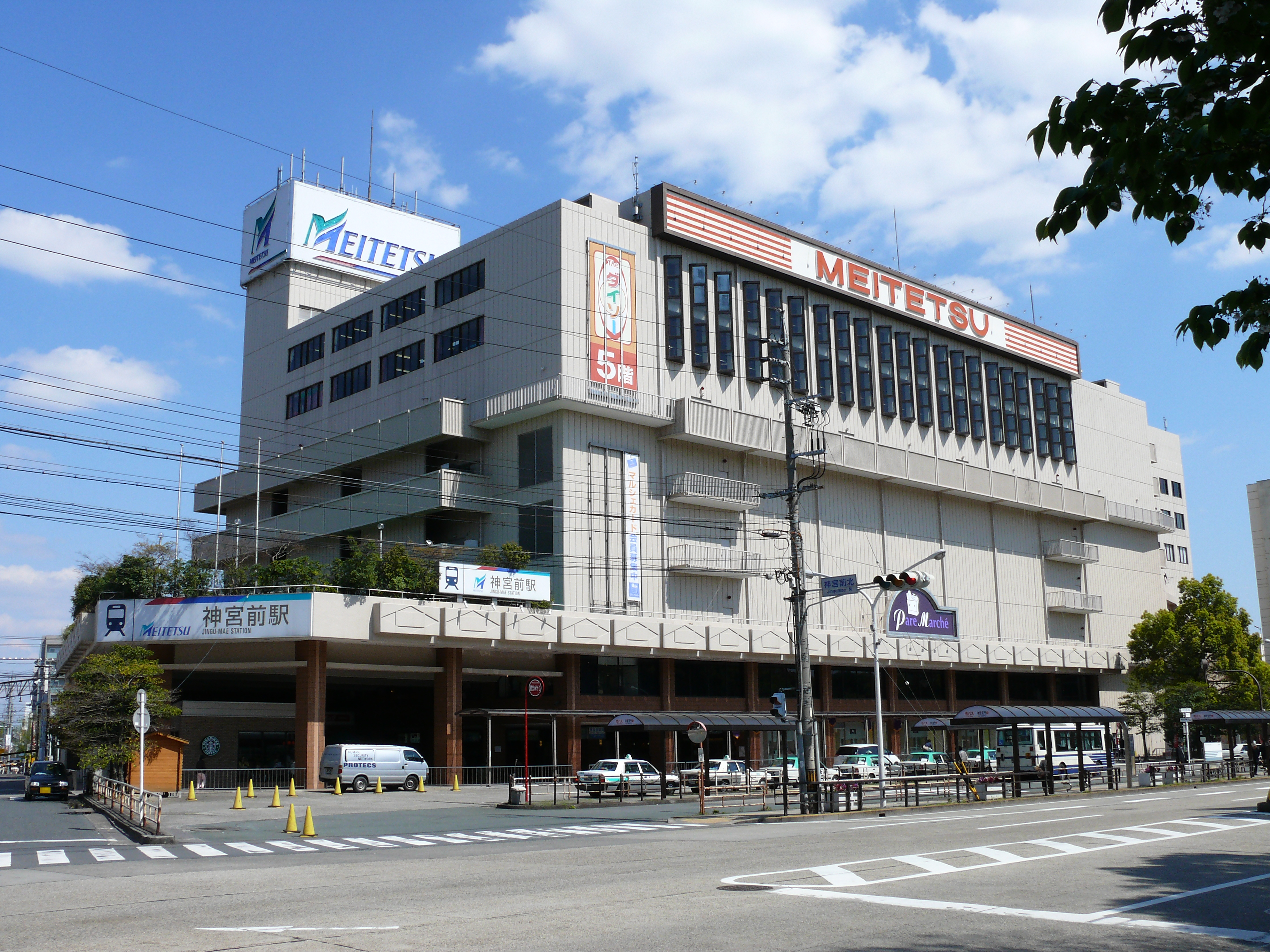
Ehemaliges westliches Empfangsgebäude (2021 abgerissen)

Ab Juli 1950 begannen die Züge der Tokoname-Linie den eingleisigen Viadukt ebenfalls zu befahren, um direkte Verbindungen zur Meitetsu Nagoya-Hauptlinie und zur Meitetsu Inuyama-Linie zu ermöglichen. Entsprechend wurde die eingeschränkte Kapazität erneut zu einem Problem. Umgekehrt nutzten Güterzüge und Direktverbindungen zur Meitetsu Chikkō-Linie die Westseite. Am 16. Dezember 1962 ersetzte die Meitetsu den eingleisigen Viadukt durch einen zweigleisigen und gestreckter verlaufenden Neubau. Die Steigung erhöhte sich war auf 33,0 ‰, mit 300 m war der Radius jedoch deutlich weniger eng. Der westliche Bahnhofteil diente bis zum 2. September 1965 dem Güterverkehr, der daraufhin an die damals eröffnete Nagoya Rinkai Tetsudō übertragen wurde; für den Personenverkehr blieb er bis zum 25. März 1963 in Betrieb. Nachdem das westliche Empfangsgebäude mehrere Jahre nur noch als Zugang zu den Bahnsteigen genutzt worden war, wurde es Ende 1979 abgerissen. Auf der freien Fläche entstand anschließend eine Filiale der konzerneigenen Kaufhauskette Palais Marché, die im September 1983 ihre Tore öffnete. Das Kaufhaus wurde im Juni 2021 geschlossen, anschließend abgerissen und an einen neuen Standort an der Ostseite verlegt.
Nach längerer Vorbereitung stellte die Meitetsu am 26. August 1984 den bisherigen Linienbetrieb auf Richtungsbetrieb um, was die Entfernung mehrerer Weichen, die Eliminierung von Querfahrten und die Verlängerung des östlichen Mittelbahnsteigs ermöglichte. Fünf Jahre später folgte der viergleisige Ausbau des Abschnitts zwischen Kanayama und Jingū-mae. Die entsprechenden Arbeiten begannen im Oktober 1989 und waren am 1. April 1990 abgeschlossen.